# Pseudohaplogonaria minima
Pseudohaplogonaria minima är en plattmaskart som beskrevs av Ehlers och Doerjes 1979. Pseudohaplogonaria minima ingår i släktet Pseudohaplogonaria och familjen Haploposthiidae. Inga underarter finns listade i Catalogue of Life.